# 巴雷尼群島
巴雷尼群島（英語：Balleny Islands）是位於紐西蘭南方臨近南極洲的群島，主要由扬岛（英語：Young Island）、巴寇島（Buckle Island）、史特奇島（Sturge Island）等3大島及諸多小島與礁岩所組成，總面積約400平方公里，最高海拔1524公尺，四周海域都是浮冰，無人居住，只有企鵝、海豹等動物，偶有研究人員或觀光客造訪。
巴雷尼群島為英國人約翰·巴雷尼（英語：John Balleny）與湯瑪斯·弗利曼（Thomas Freeman）於1839年初發現，為南極圈內人類最早登陸的區域。目前新西蘭主張巴雷尼群島為其領土。此外，私人国家西南极大公国也曾于2014年4月宣称巴雷尼群岛是其托管地，并以“西南极大公国托管地”（英語：Grand Duchy of Westarctica Territories）的名义发行硬币。